# Johanna Courtmans-Berchmans
 Joanna Courtmans, Johanna Courtmans-Berchmans nacida Joanna-Desideria Berchmans (Auderghem, 6 de septiembre de 1811- Maldegem, 22 de septiembre de 1890) escritora belga.
Su padre era el burgomaestre de Auderghem y pasó sus primeros años escolares en el colegio de la localidad. Con 9 años, la escolarizaron en Valonia y más tarde en Gante. En 1836, se casó con un maestro de esta ciudad, Jan Baptiste Courtmans, cofundador de Gentse Maetschappij van Vlaemsche Letteroefening.